# Concepcións ärkestift

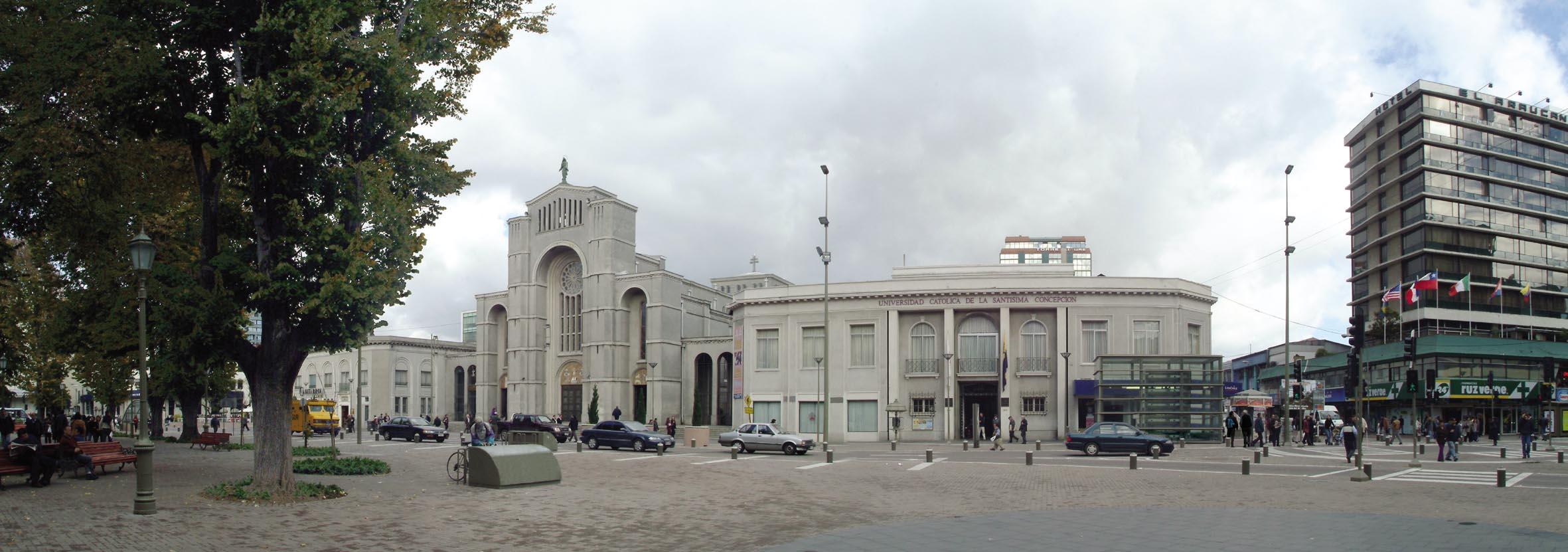
Concepcións ärkestift

Concepcións ärkestift (latin: Archidioecesis Sanctissimae Conceptionis, upprättat den 22 mars 1563) är ett romersk-katolskt ärkestift i Chile, ansvarigt för suffraganstiften Chillán, Los Ángeles, Temuco, Valdivia och Villarrica. Det upphöjdes till denna status den 20 maj 1939.